# جيمس كينسلا (سياسي)
جيمس كينسلا هو محامي وقاضي وسياسي أمريكي، ولد في 12 يوليو 1924، وتوفي في 8 أكتوبر 2012.